# 男と女 (2016年の映画)
『男と女』（おとことおんな、原題：남과 여）は、2016年公開の韓国映画。雪の北欧を舞台に、道ならぬ恋に突き進む孤独な男女を描いたラブストーリー。監督・脚本はイ・ユンギ。主演はチョン・ドヨン、コン・ユ。

## ストーリー
フィンランド、ヘルシンキ。息子をインターナショルスクールに通わせているサンミン（チョン・ドヨン）は、キャンプ遠足に行く子ども見送る際に、同じく家庭をもつギホン（コン・ユ）に出会う。自閉症を患う息子が心配なあまり、サンミンはギホンの好意によりキャンプ場近くまで車で同行する。その帰り道、大雪で足止めを食らった2人は、思いがけず森の小屋で一時を過ごし、身体を重ねる。
一夜限りの恋と割り切り、相手の名も知らぬまま別れた2人。しかし、8か月後、韓国・ソウルで、2人は再会する。

## キャスト
- チョン・ドヨン (実川貴美子)：イ・サンミン
- コン・ユ (森宮隆)：キム・ギホン
- パク・ピョンウン：アン・ジェソク（サンミンの夫）
- イ・ミソ：ムンジュ（ギホンの妻）
- パク・ミンジ：イ・ハジョン
- ミン・ムジェ：セナの彼氏
- ペク・サンヒ：スヒョン
- ノ・ガンミン：アン・ジョンファ（サンミンの息子）
- カン・ジウ：ユリム（ギホンの娘）
- チョン・ソンギョン：サンヒ（サンミンの姉）
- ユン・セア：セナ
- チョン・イクリョン：ヒョソン
- キム・ヘオク：ムンジュの母
- キム・ヨンソン：お手伝いおばさん
- チョン・スノン：ハン室長
- カン・シンチョル：ギホンの友人
- イ・ジフン：ギホンの友人
- イ・サンウォン：ギホンの後輩
- カティ・オウティネン：タクシー運転手　※特別出演[3]